# Монтето (Фођа)
Монтето (итал. Montetto) је насеље у Италији у округу Фођа, региону Апулија.
Према процени из 2011. у насељу је живело 7 становника. Насеље се налази на надморској висини од 375 м.